# Рам Нараян
Рам Нараян (гінді राम नारायण); 25 грудня 1927 — 9 листопада 2024) — індійський музикант, що популяризував смичковий музичний інструмент сарангі, відомий у Європі та США. Часто Рама Нараяна називають пандитом.
Народився в індійському місті Удайпур, грі на сарангі починав навчатися з дитинства в професійних співаків, і вже юнаком працював викладачем музики та мандрівним музикантом.

## Галерея

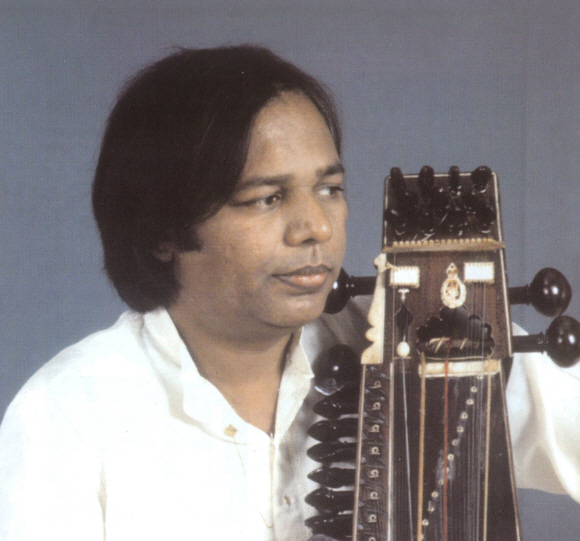
Рам Нараян в молодості
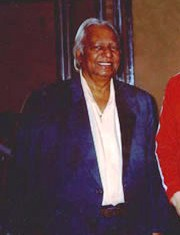
Рам Нараян у Нью-Йорку, 2003 рік